# بزرگراه (فیلم ۲۰۱۲)
بزرگراه (به چینی: 車手) یک فیلم سینمایی اکشن هنگ کنگی به کارگردانی چانگ پو سوئی با بازی شان یوئه و آنتونی وانگ محصول سال ۲۰۱۲ است.

## داستان
یک مأمور پلیس تازه‌کار، یک راننده باتجربه را به کار می‌گیرد تا مأموریتی مرگبار را در خیابان‌های شهر هنگ کنگ به انجام برساند و…